# Publikt antigen
Publikt antigen är ett antigen som finns i mycket hög frekvens (över 99,8%) av befolkningen. För den lilla grupp människor som saknar detta antigen kan det bli problem eftersom dessa personer vid nästan varje blodtransfusion kommer att få antigenet, som immunförsvaret kommer att bilda antikroppar mot. Dessa måste då få blod från personer som precis som de själv saknar detta antigen vilket är väldigt svårt att få tag i.